# Sand Sharks
Sand sharks is een Amerikaanse Direct-naar-video-horrorfilm uit 2011 onder regie van Mark Atkins.

## Verhaal
Bij het eiland White Sands vindt er een onderzeese aardbeving plaats. Als gevolg hiervan ontsnappen er prehistorische zandhaaien uit een open krater diep onder het zeeoppervlak. Deze meest bedreigende dieren die ooit heer en meester waren in het water trekken nu het land op. De beesten, die door het zand zwemmen, voeden zich genadeloos met alles wat hun pad kruist.
Jimmy Green organiseert op dat moment een voorjaarsvakantie festival. De nietsvermoedende feestvierders dienen zich voor te bereiden op een aantal ernstige haaienaanvallen. 
Sheriff John Stone, zijn zus Brenda en wetenschapper Dr. Sandy Powers proberen de prehistorische zandhaaien uit te schakelen.